# شهرستان می‌سی‌سی‌پی (میزوری)
شهرستان می‌سی‌سی‌پی، میزوری (به انگلیسی: Mississippi County, Missouri) یک سکونتگاه مسکونی در ایالات متحده آمریکا است که در میزوری واقع شده‌است.